# Flickor i hamn
Flickor i hamn är en svensk dramafilm från 1945 i regi av Åke Ohberg.

## Handling
Styrmannen Henrik får i Göteborg kontakt med två kvinnor, dels den utåtriktade Lisbeth, dels den inbundna Astrid.

## Om filmen
Filmen hade Sverigepremiär i Stockholm fredagen den 20 april 1945 på Saga. I Göteborg hade den premiär på biograferna Saga och Göta den 23 april och då närvarade skådespelarna Barbro Kollberg, Åke Ohberg och Åke Grönberg. Filmen har aldrig visats i TV.

## Rollista i urval
- Åke Ohberg - Henrik
- Sonja Wigert - Astrid Holst
- Naima Wifstrand - fru Holst
- Barbro Kollberg - Lisbeth
- Åke Grönberg - Axel
- Ulla Wikander - Alice
- John Westin - Sanders
- Tord Stål - förste styrman
- Sten Lindgren - andre styrman
- Egil Holmsen - tredje styrman
- Birger Åsander - eldare
- Hilding Rolin - eldare
- Ingemar Holde - matros
- Wiktor "Kulörten" Andersson - kock